# Lista das 100 Mulheres (BBC) do ano de 2021
A lista das 100 Mulheres (BBC) do ano de 2021 premiou 100 mulheres por serem inspiradoras e influentes em diversas áreas. A série examina o papel das mulheres no século XXI e inclui eventos em Londres, no México e no Brasil. Assim que a lista é divulgada, é o começo do que é descrito pelo projeto como a "temporada das mulheres da BBC", com duração de três semanas, que inclui a transmissão, relatórios online, debates e criação de conteúdo jornalístico sobre o tópico das mulheres. A lista 100 Mulheres (BBC) é publicada anualmente desde 2013.
Na lista abaixo encontra-se Malala Yousafzai, uma ativista paquistanesa, e a pessoa mais nova a ser laureada com prémio Nobel. É conhecida principalmente pela defesa dos direitos humanos das mulheres e do acesso à educação na sua região natal do vale do Suate na província de Khyber Pakhtunkhwa, no nordeste do Paquistão, onde os talibãs locais impedem as jovens de frequentar a escola. Desde então, o ativismo de Malala tornou-se um movimento internacional.

| Imagem | Nome                       | Nacionalidade        | Descrição | Referências |
| ------ | -------------------------- | -------------------- | --- | ----------- |
|        | Abia Akram                 | Paquistão            | ativista dos direitos de incapacidade paquistanesa |             |
|        | Adelaide Lala Tam          | China                | designer chinesa |             |
|        | Alba Rueda                 | Argentina            | primeira subsecretária de políticas de diversidade da nação na Argentina |             |
|        | Aliya Kazimy               | Afeganistão          | educadora |             |
|        | Amanda Nguyen              | Estados Unidos       | fundadora e CEO da Rise |             |
|        | Amena Karimyan             | Afeganistão          | astrônoma |             |
|        | Angela Ghayour             | Afeganistão          | professora e fundadora - Escola Online Herat |             |
|        | Anisa Shaheed              | Afeganistão          | jornalista |             |
|        | Ann Rose Nu Tawng          | Myanmar              | freira em Mianmawr que ofereceu sua vida |             |
|        | Azmina Dhrodia             | Canadá               | especialista canadense em gênero, tecnologia e direitos humanos |             |
|        | Barbara Smolińska          | Polónia              | artista polonêsa |             |
|        | Basira Paigham             | Afeganistão          | ativista das minorias de gênero |             |
|        | Benafsha Yaqoobi           | Afeganistão          | activista afegã dos direitos dos deficientes |             |
|        | Carolina García            | Argentina            | executiva argentina da Netflix |             |
|        | Catherine Corless          | República da Irlanda | historiadora e ativista irlandesa |             |
|        | Chimamanda Ngozi Adichie   | Nigéria              | feminista e escritora nigeriana |             |
|        | Chloé Lopes Gomes          | França               | bailarina francesa |             |
|        | Crystal Bayat              | Afeganistão          | ativista afegã de direitos humanos |             |
|        | Depelsha Thomas McGruder   | Estados Unidos       | fundadora - Mães de Black Boys Utd. |             |
|        | Dr Alema                   | Afeganistão          | vice-Ministra dos Direitos Humanos e Sociedade Civil no Ministério Estadual pela Paz                                                                                               |             |
|        | Ein Soe May                | Myanmar              | ativista pró-democracia de Myanmar |             |
|        | Elif Şafak                 | Turquia              | escritora turca |             |
|        | Elisa Loncon               | Chile                | linguista mapuche, política e ativista de direitos indígenas |             |
|        | Emma Theofelus             | Namíbia              | política namibiana (vice-Ministra de informação, comunicação e tecnologia) |             |
|        | Fahima Mirzaie             | Afeganistão          | dançarina dervixe rodopiante |             |
|        | Faiza Darkhani             | Afeganistão          | professora |             |
|        | Fatima Gailani             | Afeganistão          | líder política afegã e ativista pelos direitos das mulheres |             |
|        | Fatima Sultani             | Afeganistão          | montanhista afegã |             |
|        | Freshta Karim              | Afeganistão          | ativista de direito infantil |             |
|        | Ghawgha Taban              | Afeganistão          | cantora afegã |             |
|        | Halima Aden                | Estados Unidos       | modelo queniana de etnia somali |             |
|        | Halima Sadaf Karimi        | Afeganistão          | política e ex-deputada |             |
|        | Heidi Larson               | Estados Unidos       | antropóloga norte-americana |             |
|        | Helena Kennedy             | Reino Unido          | política, advogada, ativista, autora |             |
|        | Hoda Khamosh               | Afeganistão          | ativista |             |
|        | Iman Le Caire              | Egito                | ativista e atriz LGBT egípcia |             |
|        | Jamila Gordon              | Austrália Somália    | empreendedora australiana da Somália |             |
|        | Jos Boys                   | Reino Unido          | arquiteta, jornalista e ativista de design |             |
|        | Laila Haidari              | Afeganistão          | ativista afegã de direitos humanos |             |
|        | Leena Alam                 | Afeganistão          | atriz afegã |             |
|        | Lima Aafshid               | Afeganistão          | membra da Associação de Poesia de Cabul e poeta |             |
|        | Lynn Ngugi                 | Quénia               | jornalista promotora e personalidade da mídia |             |
|        | Mahbouba Seraj             | Afeganistão          | jornalista afegã, ativista dos direitos das mulheres (1948-) |             |
|        | Mahera                     | Afeganistão          | médica Afeganistã |             |
|        | Malala Yousafzai           | Paquistão            | ativista pela educação de crianças paquistanesas |             |
|        | Manjula Pradeep            | Índia                | ativista indiana de direitos humanos |             |
|        | Maral                      | Afeganistão          | ativista |             |
|        | Marcelina Bautista         | México               | ativista e sindicalista mexicana |             |
|        | Masouma                    | Afeganistão          | promotora pública |             |
|        | Melinda Gates              | Estados Unidos       | empresária e filantropa estadunidense |             |
|        | Mia Krisna Pratiwi         | Indonésia            | ambientalista da Indonésia |             |
|        | Mina Smallman              | Reino Unido          | primeira mulher arquidiácona da Igreja da Inglaterra de origem negra ou de minoria étnica                                                                                          |             |
|        | Ming-Na                    | Estados Unidos       | atriz e dubladora |             |
|        | Mohadese Mirzaee           | Afeganistão          | pilota |             |
|        | Momena Ibrahimi            | Afeganistão          | policial |             |
|        | Monica Paulus              | Papua-Nova Guiné     | ativista de Papua Nova-Guiné |             |
|        | Mugdha Kalra               | Índia                | co-fundadora da Not That Different |             |
|        | Mulu Mesfin                | Etiópia              | enfermeira |             |
|        | Muqadasa Ahmadzai          | Afeganistão          | uma garota afegã |             |
|        | Mónica Araya               | Costa Rica           | advogada de transporte livre de emissões da Costa Rica |             |
|        | Najla Mangoush             | Reino Unido Líbia    | política e advogada da Líbia |             |
|        | Najlla Habibyar            | Afeganistão          | empresária |             |
|        | Nanfu Wang                 | China                | diretora de cinema chinesa |             |
|        | Naomi Mata'afa             | Samoa                | política do Estado Independente de Samoa |             |
|        | Nasrin Husseini            | Canadá Afeganistão   | afegã defensora dos refugiados canadense, pesquisadora veterinária e ativista alimentar                                                                                            |             |
|        | Natalia Pasternak          | Brasil               | Bióloga e divulgadora científica brasileira |             |
|        | Natasha Asghar             | Reino Unido          | política galês |             |
|        | Nilofar Bayat              | Afeganistão          | advogada e jogadora de basquete em cadeira de rodas do Afeganistão |             |
|        | Oluyemi Adetiba-Orija      | Nigéria              | advogada criminal nigeriana e fundadora da Headfort Foundation, que oferece serviços jurídicos pró-bono                                                                            |             |
|        | Pashtana Durrani           | Afeganistão          | professora |             |
|        | Piper Stege Nelson         | Estados Unidos       | ativista anti-violência americana |             |
|        | Rada Akbar                 | Afeganistão          | artista visual afegã |             |
|        | Razia Barakzai             | Afeganistão          | manifestante do Afeganistão |             |
|        | Razma                      | Afeganistão          | música |             |
|        | Rebel Wilson               | Austrália            | atriz, escritora e comediante australiana |             |
|        | Rehana Popal               | Afeganistão          | advogada |             |
|        | Rohila                     | Afeganistão          | estudante |             |
|        | Roshanak Wardak            | Afeganistão          | ginecologista afegã |             |
|        | Roya Sadat                 | Afeganistão          | produtora de cinema e diretora do Afeganistão |             |
|        | Ruksana                    | Afeganistão          | cirurgiã |             |
|        | Saeeda Etebari             | Afeganistão          | designer de joias surda e muda do Afeganistão |             |
|        | Saghi Ghahraman            | Canadá Irão          | poeta iraniana, editora e ativista por direitos LGBT |             |
|        | Sahar                      | Afeganistão          | jogadora de futebol afegã |             |
|        | Sahar Fetrat               | Afeganistão          | ativista feminista do Afeganistão |             |
|        | Salima Mazari              | Afeganistão          | política afegã |             |
|        | Sara Wahedi                | Afeganistão          | empreendedora do Afeganistão |             |
|        | Sevda Altınoluk            | Turquia              | jogadora de goalball paraolímpica turca |             |
|        | Sevidzem Ernestine Leikeki | Camarões             | ativista da mudança climática (* 1985) |             |
|        | Shamsia Hassani            | Afeganistão          | grafiteira afegã e professora de escultura |             |
|        | Shila Ensandost            | Afeganistão          | professora afegã |             |
|        | Shogufa Safi               | Afeganistão          | maestra de orquestra afegã |             |
|        | Soma Sara                  | Reino Unido          | ativista britânica |             |
|        | Tanya Muzinda              | Zimbábue             | pilota de motocross do Zimbábue |             |
|        | Tlaleng Mofokeng           | África do Sul        | médica sul-africana e ativista dos direitos das mulheres e dos direitos de saúde sexual e reprodutiva. É membro da Comissão para a Igualdade de Género do Governo da África do Sul |             |
|        | Vera Wang                  | Estados Unidos       | designer de moda |             |
|        | Wahida Amiri               | Afeganistão          | uma das organizadoras do movimento espontâneo de mulheres ativistas no Afeganistão                                                                                                 |             |
|        | Yuma Yuma                  | Turquemenistão       | psicoterapeuta e ativista de direitos LGBT |             |
|        | Zala Zazai                 | Afeganistão          | policial afegã |             |
|        | Zarlasht Halaimzai         | Afeganistão          | ativista afegã, CEO da Iniciativa de Trauma de refugiadas |             |
|        | Zuhal Atmar                | Afeganistão          | ambientalista e empresária afegã |             |

∑ 100 items.